# Valdearcos de la Vega (kommunhuvudort)
Valdearcos de la Vega är en kommunhuvudort i Spanien.   Den ligger i provinsen Provincia de Valladolid och regionen Kastilien och Leon, i den centrala delen av landet, 140 km norr om huvudstaden Madrid. Valdearcos de la Vega ligger 779 meter över havet och antalet invånare är 110.
Terrängen runt Valdearcos de la Vega är platt åt nordost, men åt sydväst är den kuperad. Valdearcos de la Vega ligger nere i en dal. Runt Valdearcos de la Vega är det mycket glesbefolkat, med 6 invånare per kvadratkilometer. Närmaste större samhälle är Peñafiel, 7,1 km sydväst om Valdearcos de la Vega. Trakten runt Valdearcos de la Vega består till största delen av jordbruksmark.